# Bouygues

Bouygues is een Franse beursgenoteerde onderneming met belangen in bouw, telecom en media.

## Geschiedenis
In 1952 werd het bedrijf opgericht door Francis Bouygues, met het doel de wederopbouw na de Tweede Wereldoorlog te helpen vormgeven. De bedrijfsnaam was aanvankelijk Entreprise Francis Bouygues, maar op 15 mei 1972 werd dit gewijzigd in Bouygues. In 1972 was het de hoofdaannemer voor het Parc des Princes voetbalstadion met 50.000 zitplaatsen in Parijs.
In de jaren 70 is Bouygues door de bouw van boorplatforms betrokken bij de off-shore industrie. In 1983 werd de 2,4 kilometer lange betonnen brug opgeleverd die het vasteland van Koeweit verbindt met het eiland Bubiyan. In 1984 werd het waterdistributiebedrijf Saur overgenomen, het was tot 2007 in handen van Bouygues. In 1985 werden de activiteiten op het gebied van de projectontwikkeling samengebracht in Bouygues Immobilier. Een jaar later werd Screg overgenomen, een grote aannemer van infrastructuur en wegen, waarmee Bouygues het grootste aanneembedrijf ter wereld werd.
Bouygues streefde naar diversificatie. De eerste stap buiten de aannemerij werd gezet in 1987 toen het een belang kocht van 25% in het televisiestation TF1. In 1994 werd het belang vergroot naar 34%. In 1988 werd een 2,6 kilometer lange tolbrug officieel geopend. Bouygues had deze vaste brug in 20 maanden gebouwd waarmee Île de Ré met de rest van Frankrijk werd verbonden. In 1992 volgde de oplevering van de Hassan II-moskee in Casablanca, destijds de grootste moskee van Marokko. In de periode 1986 tot en met 1993 werkte het aan de Kanaaltunnel.
Sedert 1989 leidt Bouygues' zoon Martin Bouygues het bedrijf. In 1994 werd Bouygues Telecom opgericht. De Pont de Normandie werd een jaar later opgeleverd. Het is een van de langste tuibruggen in Europa en ligt over de Seine. De bouw van deze brug duurde, net als de Kanaaltunnel, zeven jaar.
In België was Bouygues in 2005 kandidaat voor het DBFM-contract voor de Oosterweelverbinding. Het bedrijf werkte aan een tunnelvoorstel voor de sluiting van de R1 in Antwerpen. Het Gewestelijk Ruimtelijk Uitvoeringsplan (GRUP) dat in die periode werd opgemaakt, schiep echter geen ruimte voor een eventuele ondergrondse oplossing. Hierop haakte het bedrijf af als kandidaat voor de werken.
In 2006 werd het een minderheidsaandeelhouder in Alstom door het belang van de Franse staat over te nemen. In maart 2020 had Bouygues 14,6% van de aandelen en 25,3% van het stemrecht in Alstom. Na de overname van Bombardier Transportation is het stemrecht van Bouygues verwaterd naar circa 6%. Medio 2021 verkocht Bouygues een pakket aandelen van 3% waarmee het belang in Alstom onder de 1% is uitgekomen.
In november 2021 heeft het bedrijf een bod gedaan van 7,1 miljard euro op Equans. Equans is nog een onderdeel van ENGIE en levert diensten zoals gebouwenbeheer en technische installaties. Equans telt wereldwijd ongeveer 74.000 werknemers in 17 landen. In juli 2022 kreeg Bouygues toestemming van de Europese Commissie voor de overname, maar onder de voorwaarde dat het bedrijfsonderdeel Colas Rail België wordt verkocht. Op 5 oktober 2022 heeft EQOS Groep Colas Rail België overgenomen. Colas Rail België is gespecialiseerd in de bouw van bovenleidingen en spoorwegen en behaalde in 2021 een omzet van 23 miljoen euro en telde 150 medewerkers.

## Activiteiten
De onderneming kent vijf divisies:
- Bouygues Construction (100% eigendom) - Aannemerij
- Bouygues Immobilier (100%) - Onroerend goed
- Colas (96,8%) - wegenbouw
- TF1 (43,7%) - Frans televisiestation
- Bouygues Télécom (90,5%) - mobiel telefoonnetwerk

Daarnaast is de groep Bouygues via dochter CiBy 2000 betrokken in de filmindustrie.
In 2020 had Bouygues 129.000 medewerkers waarvan veruit de meeste werkzaam zijn bij de bouwbedrijven.
Enkele andere prestigieuze bouwprojecten van Bouygues waren de Grande Arche van La Défense in Parijs en de Nationale bibliotheek van Frankrijk

## Aandeelhouders
De belangrijkste aandeelhouders zijn de werknemers van het bedrijf en SCDM, een holdingmaatschappij van Martin en Olivier Bouygues. Deze laatste heeft 23,8% van de aandelen in handen en 29,6% van het stemrecht per 30 juni 2021. Voor de werknemers liggen de belangen op 29,9% van de aandelen en 28,5% van het stemrecht.

## Sponsoring
Onder de naam Bouygues Télécom had het bedrijf tussen 2011 en 2015 een eigen wielerploeg, die deelneemt aan alle grote wielerwedstrijden (o.a. Tour de France)